# Rhantus socialis
Rhantus socialis är en skalbaggsart som först beskrevs av C. O. Waterhouse 1876.  Rhantus socialis ingår i släktet Rhantus och familjen dykare. Inga underarter finns listade i Catalogue of Life.